# Viola lactea
Viola lactea (лат.) — травянистое растение, вид двудольных растений рода Фиалка (Viola) семейства Фиалковые (Violaceae).

## Ботаническое описание
Viola lactea имеет маловолосистые ползучие стебли и розетку ланцетных листьев, клиновидных у основания. На каждом стебле по одному цветку, по форме похожих на цветки других фиалок и имеющих цвет от молочно-фиолетового до серовато-розового, с тёмно-фиолетовыми прожилками на нижнем лепестке. Наличие зелёных шпорцев на задней стороне цветка и треугольные усики на верхних листьях, равные или превышающие по длине стебли листьев, отличают V. lactea от других сходных видов.
Вид легко образует гибриды с фиалкой Ривинуса (Viola riviniana), которая часто встречается в той же среде обитания. Считается, что популяция гибридных растений растет там, где присутствуют оба вида, особенно на побережье Корнуолла, поскольку гибрид V. riviniana × lactea обгоняет оба родительских вида. Однако гибридные растения, как правило, стерильны. V. lactea также может гибридизировать с фиалкой собачьей (Viola canina), хотя это случается гораздо реже.

## Распространение и среда обитания
Родной ареал вида описывается как западноевропейский океанический. Встречается на юге и западе Британских островов, вдоль атлантического побережья Франции и на северо-западе Испании. На юге встречается в Португалии, в районе реки Тежу.
На Британских островах вид наиболее распространён в парке Нью-Форест, графствах Дорсет, Корнуолл, Пемброкшир и Керри; в большей части своего прежнего ареала (особенно в Юго-Восточной Англии) он больше не встречается из-за сокращения среды обитания.
Растёт на вересковых пустошах, предпочитая оголённые участки или участки с низкой растительностью (из-за выпаса скота, выжигания или других нарушений).

## Охранный статус
Вид относится к категории «Уязвимых» в Великобритании и «Находящихся под угрозой исчезновения» в Англии. В соответствии с Законом о природной среде и сельских общинах 2006 года Viola lactea отнесена к видам, «имеющим основное значение для сохранения биологического разнообразия».